# (2760) Kacha
(2760) Kacha es un asteroide perteneciente al cinturón exterior de asteroides descubierto el 8 de octubre de 1980 por Liudmila Vasílievna Zhuravliova desde el Observatorio Astrofísico de Crimea, en Naúchni.

## Designación y nombre
Kacha fue designado al principio como 1980 TU6.
Posteriormente, en 1984, se nombró por la base de entrenamiento de astronautas situada cerca de la localidad crimea de Kacha.

## Características orbitales
Kacha está situado a una distancia media del Sol de 4,003 ua, pudiendo acercarse hasta 3,518 ua y alejarse hasta 4,488 ua. Su inclinación orbital es 13,46 grados y la excentricidad 0,1212. Emplea en completar una órbita alrededor del Sol 2925 días.
Kacha forma parte del grupo asteroidal de Hilda.

## Características físicas
La magnitud absoluta de Kacha es 10,04. Emplea 13 horas en completar una vuelta sobre su eje y tiene 57,9 km de diámetro. Su albedo se estima en 0,0508. Kacha está asignado al tipo espectral X de la clasificación Tholen.